# Xã Round Prairie, Quận Williams, Bắc Dakota
Xã Round Prairie (tiếng Anh: Round Prairie Township) là một xã thuộc quận Williams, tiểu bang Bắc Dakota, Hoa Kỳ. Năm 2010, dân số của xã này là 118 người.